# Specula retifera
Specula retifera är en snäckart som först beskrevs av Suter 1908.  Specula retifera ingår i släktet Specula och familjen Cerithiopsidae. Inga underarter finns listade i Catalogue of Life.